# Großer Preis von Kanada 1968
Der Große Preis von Kanada 1968 (offiziell VIII Player’s Canadian Grand Prix) fand am 22. September auf dem Circuit Mont-Tremblant in Saint-Jovite statt und war das zehnte Rennen der Automobil-Weltmeisterschaft 1968.

## Berichte

### Hintergrund
Nach der erfolgreichen Premiere des kanadischen Grand Prix im Vorjahr im Mosport Park fand das Rennen in der Saison 1968 erstmals auf dem Circuit Mont-Tremblant statt.
Um im Kampf um die Weltmeisterschaft Wettbewerbsvorteile zu haben, meldete das Team Lotus einen dritten Werkswagen und besetzte ihn mit dem einheimischen Gaststarter Bill Brack, der somit zu seinem Formel-1-Debüt kam.
Dan Gurney hatte unterdessen den Einsatz seines Eagle T1G mit Weslake-Motoren beendet und beschlossen, die letzten drei Rennen des Jahres auf seinem Heimatkontinent mit einem in Eigenregie eingesetzten McLaren M7A zu bestreiten. Stattdessen wurde ein nicht werksunterstützter Eagle-Rennwagen für den Privatfahrer Al Pease gemeldet.
Ausnahmsweise trat B.R.M. mit nur einem Werkswagen an, der von Pedro Rodríguez pilotiert wurde. Cooper rüstete hingegen wieder auf zwei Wagen auf, da Lucien Bianchi nach einer Pause beim Großen Preis von Italien zwei Wochen zuvor nun wieder zur Verfügung stand.
Da das Matra-Kundenteam Tyrrell weiterhin neben Jackie Stewart auf Johnny Servoz-Gavin setzte und das Werksteam einen mit dem Debütanten Henri Pescarolo besetzten zweiten Wagen meldete, waren erstmals vier Matra-Fahrzeuge am Start.
Jack Brabham und Graham Hill bestritten jeweils ihren 100. Grand Prix in der Formel-1/Automobil-Weltmeisterschaft. Sie waren die ersten Fahrer, die diese Marke erreichten.

### Training
Jacky Ickx, der bis dato noch theoretische Chancen auf den Weltmeistertitel hatte, verunglückte im Training schwer und konnte wegen eines gebrochenen Beines nicht am Rennen teilnehmen. Außer ihm verzichtete auch Al Pease auf den Start.
Jochen Rindt bestätigte die Qualität des weiterentwickelten Repco-Motors, indem er sich zeitgleich mit Chris Amon im Ferrari 312 einen Startplatz in der ersten Reihe sicherte, für die sich als dritter Fahrer auch noch Jo Siffert im privaten Lotus 49 des Rob-Walker-Teams qualifizierte. Die zweite Reihe setzte sich aus Gurney und dem in der Fahrer-WM führenden Hill zusammen. Dahinter qualifizierten sich Denis Hulme, John Surtees und Bruce McLaren. Somit fanden sich nach dem Training alle drei teilnehmenden McLaren M7A innerhalb der ersten drei Startreihen wieder.

### Rennen
Joakim Bonnier konnte das Rennen nicht aufnehmen, da er vor dem Start Probleme mit der Kraftstoffzufuhr feststellte.
Amon ging zunächst vor Siffert, Rindt, Gurney und Hill in Führung. Abgesehen von Surtees, der auf den achten Rang liegend in der zehnten Runde ausfiel, ergaben sich innerhalb der ersten Runden keine Positionsverschiebungen unter den bestplatzierten Fahrern.
In Runde 14 gelang es Hill, Gurney zu überholen. Dieser fiel zwölf Runden später wegen eines Kühlerschadens aus. Nachdem auch Siffert und Rindt jeweils wegen technischer Probleme ausgeschieden waren, gelangte Hill kampflos auf den zweiten Platz, konnte diesen allerdings nur kurz gegen Hulme verteidigen. Er fiel sogar innerhalb der folgenden Runden hinter Rodríguez und Servoz-Gavin zurück, gelangte jedoch nach dem Ausfall des Franzosen wieder auf den vierten Rang.
Amon lag nach wie vor souverän an der Spitze, als in der 73. Runde sein Getriebe versagte und er ausfiel. Dadurch wurde McLaren der erste Doppelsieg der Teamgeschichte ermöglicht. Der zweite folgte erst 15 Jahre später beim Großen Preis der USA West 1983.
Hill lag nach dem Rennen gemeinsam mit Denis Hulme punktgleich an der Spitze der WM-Tabelle.

## Meldeliste
| Team                          | Nr. | Fahrer               | Chassis            | Motor                    | Reifen |
| ----------------------------- | --- | -------------------- | ------------------ | ------------------------ | ------ |
| Bruce McLaren Motor Racing    | 01  | Denis Hulme          | McLaren M7A        | Ford Cosworth DFV 3.0 V8 | G      |
| Bruce McLaren Motor Racing    | 02  | Bruce McLaren        | McLaren M7A        | Ford Cosworth DFV 3.0 V8 | G      |
| Gold Leaf Team Lotus          | 03  | Graham Hill          | Lotus 49B          | Ford Cosworth DFV 3.0 V8 | F      |
| Gold Leaf Team Lotus          | 04  | Jackie Oliver        | Lotus 49B          | Ford Cosworth DFV 3.0 V8 | F      |
| Gold Leaf Team Lotus          | 27  | Bill Brack           | Lotus 49B          | Ford Cosworth DFV 3.0 V8 | F      |
| Brabham Racing Organisation   | 05  | Jack Brabham         | Brabham BT26       | Repco 860 3.0 V8         | G      |
| Brabham Racing Organisation   | 06  | Jochen Rindt         | Brabham BT26       | Repco 860 3.0 V8         | G      |
| Honda Racing                  | 08  | John Surtees         | Honda RA301        | Honda RA301E 3.0 V12     | F      |
| Scuderia Ferrari SpA SEFAC    | 09  | Chris Amon           | Ferrari 312 (1968) | Ferrari 242C 3.0 V12     | F      |
| Scuderia Ferrari SpA SEFAC    | 10  | Jacky Ickx           | Ferrari 312 (1968) | Ferrari 242C 3.0 V12     | F      |
| Anglo American Racers         | 11  | Dan Gurney           | McLaren M7A        | Ford Cosworth DFV 3.0 V8 | G      |
| Rob Walker Racing             | 12  | Jo Siffert           | Lotus 49B          | Ford Cosworth DFV 3.0 V8 | F      |
| Matra International (Tyrrell) | 14  | Jackie Stewart       | Matra MS10         | Ford Cosworth DFV 3.0 V8 | D      |
| Matra International (Tyrrell) | 15  | Johnny Servoz-Gavin  | Matra MS10         | Ford Cosworth DFV 3.0 V8 | D      |
| Owen Racing Organisation      | 16  | Pedro Rodríguez      | BRM P133           | BRM P142 3.0 V12         | G      |
| Matra Sports                  | 18  | Jean-Pierre Beltoise | Matra MS11         | Matra MS9 3.0 V12        | D      |
| Matra Sports                  | 19  | Henri Pescarolo      | Matra MS11         | Matra MS9 3.0 V12        | D      |
| Cooper Car Company            | 20  | Lucien Bianchi       | Cooper T86B        | BRM P142 3.0 V12         | G      |
| Cooper Car Company            | 21  | Vic Elford           | Cooper T86B        | BRM P142 3.0 V12         | G      |
| Joakim Bonnier Racing Team    | 22  | Joakim Bonnier       | McLaren M5A        | BRM P142 3.0 V12         | G      |
| Reg Parnell Racing            | 24  | Piers Courage        | BRM P126           | BRM P142 3.0 V12         | G      |
| Castrol Oils Ltd              | 25  | Al Pease             | Eagle T1F          | Climax FPF 2.8 L4        | G      |

## Klassifikationen

### Startaufstellung
| Pos. | Fahrer               | Konstrukteur   | Zeit   | Ø-Geschwindigkeit | Start |
| ---- | -------------------- | -------------- | ------ | ----------------- | ----- |
| 01   | Jochen Rindt         | Brabham-Repco  | 1:33,8 | 163,689 km/h      | 01    |
| 02   | Chris Amon           | Ferrari        | 1:33,8 | 163,689 km/h      | 02    |
| 03   | Jo Siffert           | Lotus-Ford     | 1:34,5 | 162,476 km/h      | 03    |
| 04   | Dan Gurney           | McLaren-Ford   | 1:34,5 | 162,476 km/h      | 04    |
| 05   | Graham Hill          | Lotus-Ford     | 1:34,8 | 161,962 km/h      | 05    |
| 06   | Denis Hulme          | McLaren-Ford   | 1:34,9 | 161,791 km/h      | 06    |
| 07   | John Surtees         | Honda          | 1:34,9 | 161,791 km/h      | 07    |
| 08   | Bruce McLaren        | McLaren-Ford   | 1:35,0 | 161,621 km/h      | 08    |
| 09   | Jackie Oliver        | Lotus-Ford     | 1:35,2 | 161,282 km/h      | 09    |
| 10   | Jack Brabham         | Brabham-Repco  | 1:35,4 | 160,943 km/h      | 10    |
| 11   | Jackie Stewart       | Matra-Ford     | 1:35,4 | 160,943 km/h      | 11    |
| 12   | Pedro Rodríguez      | B.R.M.         | 1:35,7 | 160,439 km/h      | 12    |
| 13   | Jacky Ickx           | Ferrari        | 1:36,6 | 158,944 km/h      | DNS   |
| 14   | Johnny Servoz-Gavin  | Matra-Ford     | 1:36,6 | 158,944 km/h      | 13    |
| 15   | Piers Courage        | B.R.M.         | 1:37,3 | 157,801 km/h      | 14    |
| 16   | Jean-Pierre Beltoise | Matra          | 1:38,7 | 155,562 km/h      | 15    |
| 17   | Vic Elford           | Cooper-B.R.M.  | 1:39,4 | 154,467 km/h      | 16    |
| 18   | Joakim Bonnier       | McLaren-B.R.M. | 1:39,6 | 154,157 km/h      | 17    |
| 19   | Lucien Bianchi       | Cooper-B.R.M.  | 1:40,5 | 152,776 km/h      | 18    |
| 20   | Henri Pescarolo      | Matra          | 1:41,2 | 151,719 km/h      | 19    |
| 21   | Bill Brack           | Lotus-Ford     | 1:41,2 | 151,719 km/h      | 20    |
| 22   | Al Pease             | Eagle-Climax   | 1:49,6 | 140,091 km/h      | DNS   |

### Rennen
| Pos. | Fahrer               | Konstrukteur   | Runden | Stopps | Zeit       | Start | Schnellste Runde |
| ---- | -------------------- | -------------- | ------ | ------ | ---------- | ----- | ---------------- |
| 01   | Denis Hulme          | McLaren-Ford   | 90     | 0      | 2:27:11,2  | 06    |                  |
| 02   | Bruce McLaren        | McLaren-Ford   | 89     | 0      | + 1 Runde  | 08    |                  |
| 03   | Pedro Rodríguez      | B.R.M.         | 88     | 0      | + 2 Runden | 12    |                  |
| 04   | Graham Hill          | Lotus-Ford     | 86     | 1      | + 4 Runden | 05    |                  |
| 05   | Vic Elford           | Cooper-B.R.M.  | 86     | 0      | + 4 Runden | 16    |                  |
| 06   | Jackie Stewart       | Matra-Ford     | 83     | 1      | + 7 Runden | 11    |                  |
| –    | Jean-Pierre Beltoise | Matra          | 77     | 2      | DNF        | 15    |                  |
| –    | Chris Amon           | Ferrari        | 72     | 0      | DNF        | 02    |                  |
| –    | Johnny Servoz-Gavin  | Matra-Ford     | 71     | 0      | DNF        | 13    |                  |
| –    | Lucien Bianchi       | Cooper-B.R.M.  | 56     | 1      | NC         | 18    |                  |
| –    | Henri Pescarolo      | Matra          | 54     | 0      | DNF        | 19    |                  |
| –    | Jochen Rindt         | Brabham-Repco  | 39     | 0      | DNF        | 01    |                  |
| –    | Jackie Oliver        | Lotus-Ford     | 32     | 0      | DNF        | 09    |                  |
| –    | Jack Brabham         | Brabham-Repco  | 31     | 0      | DNF        | 10    |                  |
| –    | Jo Siffert           | Lotus-Ford     | 29     | 0      | DNF        | 03    | 1:35,1 (22.)     |
| –    | Dan Gurney           | McLaren-Ford   | 29     | 0      | DNF        | 04    |                  |
| –    | Piers Courage        | B.R.M.         | 22     | 0      | DNF        | 14    |                  |
| –    | Bill Brack           | Lotus-Ford     | 18     | 0      | DNF        | 20    |                  |
| –    | John Surtees         | Honda          | 10     | 0      | DNF        | 07    |                  |
| DNS  | Joakim Bonnier       | McLaren-B.R.M. | –      | –      | –          | 17    | –                |

## WM-Stände nach dem Rennen
Die ersten sechs des Rennens bekamen 9, 6, 4, 3, 2, 1 Punkte. Die besten fünf Ergebnisse der ersten sechs und der zweiten sechs Rennen zählten zur Meisterschaft. In der Konstrukteurswertung zählten dabei nur die Punkte des bestplatzierten Fahrers eines Teams.

### Fahrerwertung
| Pos. | Fahrer                | Konstrukteur                 | Punkte |
| ---- | --------------------- | ---------------------------- | ------ |
| 01   | Graham Hill           | Lotus-Ford                   | 33     |
| 02   | Denis Hulme           | McLaren-Ford                 | 33     |
| 03   | Jacky Ickx            | Ferrari                      | 27     |
| 04   | Jackie Stewart        | Matra-Ford                   | 27     |
| 05   | Bruce McLaren         | McLaren-Ford                 | 15     |
| 06   | Pedro Rodríguez       | B.R.M.                       | 15     |
| 07   | Jean-Pierre Beltoise  | Matra                        | 11     |
| 08   | Chris Amon            | Ferrari                      | 10     |
| 09   | Joseph Siffert        | Lotus-Ford / Cooper-Maserati | 9      |
| 10   | Jim Clark †           | Lotus-Ford                   | 9      |
| 11   | Jochen Rindt          | Brabham-Repco                | 8      |
| 12   | John Surtees          | Honda                        | 8      |
| 13   | Johnny Servoz-Gavin   | Matra-Ford                   | 6      |
| 14   | Richard Attwood       | B.R.M.                       | 6      |
| 15   | Ludovico Scarfiotti † | Cooper-B.R.M.                | 6      |
| 16   | Lucien Bianchi        | Cooper-B.R.M.                | 5      |
| 17   | Vic Elford            | Cooper-B.R.M.                | 5      |
| 18   | Piers Courage         | B.R.M.                       | 4      |
| 19   | Brian Redman          | Cooper-B.R.M.                | 4      |
| 20   | Jack Brabham          | Brabham-Repco                | 2      |

| Pos. | Fahrer            | Konstrukteur                                 | Punkte |
| ---- | ----------------- | -------------------------------------------- | ------ |
| 21   | Jackie Oliver     | Lotus-Ford                                   | 2      |
| 22   | Silvio Moser      | Brabham-Repco                                | 2      |
| 23   | Joakim Bonnier    | McLaren-B.R.M. / Cooper-Maserati             | 1      |
| 24   | John Love         | Brabham-Repco                                | 0      |
| 25   | Dan Gurney        | McLaren-Ford / Eagle-Weslake / Brabham-Repco | 0      |
| 26   | Hubert Hahne      | Lola-BMW                                     | 0      |
| 27   | Kurt Ahrens       | Brabham-Repco                                | 0      |
| –    | Jackie Pretorius  | Brabham-Climax                               | 0      |
| –    | Sam Tingle        | LDS-Repco                                    | 0      |
| –    | Basil van Rooyen  | Cooper-Climax                                | 0      |
| –    | Andrea de Adamich | Ferrari                                      | 0      |
| –    | Mike Spence †     | B.R.M.                                       | 0      |
| –    | Dave Charlton     | Brabham-Repco                                | 0      |
| –    | Jo Schlesser †    | Honda                                        | 0      |
| –    | Robin Widdows     | Cooper-B.R.M.                                | 0      |
| –    | David Hobbs       | Honda                                        | 0      |
| –    | Derek Bell        | Ferrari                                      | 0      |
| –    | Henri Pescarolo   | Matra                                        | 0      |
| –    | Bill Brack        | Lotus-Ford                                   | 0      |

### Konstrukteurswertung
| Pos. | Konstrukteur  | Punkte |
| ---- | ------------- | ------ |
| 01   | Lotus-Ford    | 47     |
| 02   | McLaren-Ford  | 40     |
| 03   | Matra-Ford    | 36     |
| 04   | Ferrari       | 32     |
| 05   | B.R.M.        | 25     |
| 06   | Cooper-B.R.M. | 14     |
| 07   | Brabham-Repco | 10     |
| 08   | Honda         | 8      |

| Pos. | Konstrukteur    | Punkte |
| ---- | --------------- | ------ |
| 09   | Matra           | 8      |
| 10   | McLaren-B.R.M.  | 3      |
| 11   | Cooper-Maserati | 0      |
| 12   | Eagle-Weslake   | 0      |
| 13   | Lola-BMW        | 0      |
| –    | Brabham-Climax  | 0      |
| –    | LDS-Repco       | 0      |